# Dactylolabis (Dactylolabis) adventitia
Dactylolabis (Dactylolabis) adventitia is een tweevleugelige uit de familie steltmuggen (Limoniidae). De soort komt voor in het Nearctisch gebied.